# Проєктування заповідних територій
Проєктування заповідних територій

## Опорні знання
Розмір і розташування заповідних територій в світі часто визначається розподілом населення, вартістю землі, політичною силою екологічно мислячих громадян («зелених») і історичними чинниками. У багатьох випадках землі, що беруться під екологічний захист, не мають явної комерційної вартості, тому не використовуються: видалені, неродючі, бідні природними ресурсами, не населені, тобто майже нікому не потрібні. Невеликі заповідні території типові для деяких великих метрополій. Вони куплені або місцевою адміністрацією, або екологічними організаціями, або подаровані заможними жителями.
Хоча більшість парків і охронюванних територій було організовано і створено випадково в залежності від наявності коштів і землі, значна частина екологічної літератури вказує на те, що при плануванні природоохоронних територій в першу чергу слід виходити із завдання збереження біологічного різноманіття.
Відомо, що керівництва з проєктування заповідників представляють величезний інтерес для урядів, корпорацій, приватних землевласників, які змушені керувати своєю власністю як для комерційної експлуатації природних ресурсів, так і з метою збереження біологічного різноманіття. Однак такі керівництва не завжди пропонують універсальні рішення: фахівці при проєктуванні заповідників уникають спрощених, поверхневих загальних керівних вказівок, оскільки кожна ситуація по збереженню потребує спеціального розгляду. Крім того, необхідно використовувати світовий досвід і консультуватися з ученими, які займаються теорією проєктування заповідників, з менеджерами, що реально створюють нові природні заповідники. Тобто керівництва з проєктування заповідників дають рамкові пропозиції щодо планування найбільш вдалої природоохоронної території.

## Розмір заповідника
Останнім часом серед біологів і фахівців зі збереження природи виникли суперечки, чи створювати для збереження видового багатства один великий заповідник з максимальним числом збережених видів або ж кілька маленьких з такою ж загальною площею. Захисники великих заповідників вважають, що тільки великі заповідники можуть містити достатню для довготривалого збереження популяції число особин великих видів, для яких характерні великі індивідуальні ділянки і низькі щільності, наприклад великих хижаків.
Найбільш рішуче налаштовані захисники великих заповідників вважають, що маленькі заповідники не повинні підтримуватися, оскільки мають незначну цінність через їх нездатності довготривалого підтримання популяцій. Інші фахівці з біології збереження стверджують, що правильно розмістивши маленькі заповідники, в них можна включити більшу різноманітність.
Консенсус при виборі розміру заповідника бачиться у виборі оптимальної стратегії, яка враховувала б обрані види, доступність землі і особливі обставини. Прийнято вважати, що у великих заповідниках можна надійніше зберегти багато видів у порівнянні з маленькими по причині більшого допустимого розміру популяції і більшої різноманітності умов проживання. Однак добре організовані маленькі заповідники також представляють цінність зокрема для збереження різноманітності видів рослин, безхребетних і дрібних хребетних. Часто не залишається вибору, окрім як вирішувати питання збереження видів за допомогою невеликих заповідників через відсутність додаткової землі поруч із заповідниками для вирішення природоохоронних завдань. Це, зокрема, має місце у країнах з інтенсивним сільським господарством і багатовіковою культурою, наприклад, в Європі, Китаї та на Яві. Так, у Швеції 1200 невеликих природних заповідників середньою площею 350 га кожен, а маленькі заповідники в Нідерландах становлять 30-40% території, що охороняється. Букіт Тімах (Bukit Timah) в Сінгапурі — приклад невеликого ізольованого природного заповідника в межах міста, який забезпечує збереження численних видів. Цей лісовий заповідник займає 50 га, представляє тільки 0,2% лісів Сінгапуру і діє з 1860 року, але в ньому проживають 74% флори і 72% видів птахів, 56% риб.

## Мінімізація крайового ефекту і фрагментації
Усі згодні в цілому з тим, що парки повинні бути спроєктовані таким чином, щоб звести до мінімуму шкідливий крайовий ефект. Заповідні території у формі кола мають оптимальне співвідношення протяжності і площі території, крім того, центр такого парку максимально віддалений від краю в порівнянні з парками іншої форми. Довгі й прямі парки мають найбільшу протяжність кордону, і всі точки парку знаходяться поблизу його країв. Скориставшись тими ж аргументами для парку у вигляді чотирикутника, можна показати, що проєкт квадратного парку переважніше парку у вигляді витягнутого прямокутника тій же площі. Ці ідеї використовуються на практиці дуже рідко, якщо взагалі коли-небудь використовуються. Більшість парків мають неправильну форму, оскільки придбання землі зазвичай справа випадку, і не підкоряється бажанням створити теоретично правильну форму. По можливості також слід уникати внутрішньої фрагментації заповідника дорогами, огорожами, сільськогосподарськими будівлями, вирубкою лісу та іншої людською діяльністю, оскільки фрагментація негативно впливає на збереження видів та популяцій.
Існують стратегії агрегування невеликих природних заповідників та інших територій, що охороняються у великі заповідники. Природні заповідники часто є частиною більшої керованої території, на якій проводиться контрольований видобуток природних ресурсів, наприклад деревини в лісах, випас худоби, землеробство. Якщо захист біорізноманіття розглядається як вторинний пріоритет при управлінні територією, тоді в плани управління вдається включити великі території, адже чим більші території залучаються в плани по збереженню, тим сильніше зменшується ефект фрагментації.
Якщо є можливість, то в заповідну територію повинна бути включена екосистема цілком (басейн річки, озеро, гориста місцевість), тому що саме екосистема найбільш зручна для управління. Порушення в незахищеній частині екосистеми становлять загрозу здоров'ю всієї екосистеми. Управління всією екосистемою дозволяє адміністрації парку захищати її більш ефективно від деструктивного впливу іззовні.

## Коридори в середовищі проживання
Цілком очевидно, що уздовж відомих шляхів міграції необхідні коридори. Один з цікавих підходів до управління системою природних заповідників — це об'єднання ізольованихзаповідних територій в одну велику систему за допомогою коридорів, що представляють смужки заповідних територій між заповідниками. Подібні коридори, відомі так, же як коридори збереження або коридори переміщення, і можуть дозволити рослинам і тваринам розселятися з однієї території на іншу, сприяючи обміну генами і колонізації придатних територій. Коридори допомагають так само охороняти тварин, які сезонно мігрують між окремими територіями в пошуках їжі. Обмеживши переміщення, можна змусити їх голодувати.

## Управління заповідними територіями
Якщо заповідна територія законно оформлена, то для підтримки біорізноманіття нею треба ефективно управляти.
Народна мудрість, що природа краще знає, як їй жити, чи наявність «природної рівноваги» приводить багатьох до висновку, що для збереження біорізноманіття тим краще, чим менше втручання людини. У житті все не так: у багатьох випадках людина вже встигла все так змінити, що залишилися види і біоценози, яким, щоб вижити, потребне втручання людини.
Світ засмічений «паперовими парками», які створені постановами урядів, але по суті, ефективно не працюють. Ці парки поступово, а іноді і дуже швидко, втрачають види, якість середовища проживання в них погіршується. У деяких країнах місцеве населення без тіні сумніву займається тут сільським господарством, заготівлею лісу і видобутком корисних копалин, оскільки вважає, що державна земля належить усім і кожен може робити, що заманеться, і що ніхто не буде проти. У критичних випадках іноді потрібно активне втручання адміністрації, щоб запобігти руйнуванню екосистеми. Найбільш ефективне управління парками зазвичай здійснюється за умови, що адміністрація користується результатами науково-дослідних програм і має кошти для реалізації планів щодо управління територією. У деяких країнах, особливо у Великій Британії, території, що представляють інтерес з точки зору охорони, такі як ліси, луки і розділові смуги формуються протягом сотень і навіть в тисяч років у процесі людської діяльності. Такий стан середовища проживання підтримує високе біорізноманіття видів і склався як результат традиційної практики землекористування.
Іноді виявляється, що найкраща форма управління — це невтручання: управлінська діяльність в подібних ситуаціях буває неефективною і навіть шкідливою. Активне втручання заради збільшення чисельності великої дичини, наприклад, оленів, часто супроводжується знищенням ключових хижаків: вовків і пум. Знищення хижаків може призвести до вибуху чисельності популяції дичини (в тому числі — гризунів). І в результаті відбувається вибивання пасовищ, деградація середовища проживання і руйнування угруповань тварин і рослин. Надто запопадливі службовці парків, які прибирають повалені дерева і підлісок для поліпшення зовнішнього вигляду парку, мимоволі позбавляють деяких тварин місць і матеріалів для будівництва гнізд і зимівель. У деяких парках пожежі є частиною специфіки екології даного регіону. Спроби абсолютно виключити пали протиприродні, дорого обходяться адміністрації і в кінцевому підсумку призводять до величезних неконтрольованих руйнівних пожеж. Така пожежа трапилася в Єллоустонському національному парку в 1988 році.
Багато державних агентств і екологічних організацій ясно сформулювали, що захист рідкісних і вимираючих видів є їх основним завданням. Цей пріоритет дозволяє менеджерам наполегливо домагатися реалізації своїх планів. Наприклад, на національному пляжі півострова Кейп-Код у штаті Массачусетс заради захисту гніздівель крячки вдалося заборонити на цій території використання позашляхових автомобілів і спортивний лов риби. Використання адміністрацією парку політики невтручання в хід природних процесів призвело б у результаті до швидкого руйнування колоній крячки.
Важливою складовою управління парку є організація програм моніторингу для ключових показників біорізноманіття. Це рівень води у ставках, число особин рідкісних і зникаючих видів, щільність трав'яного покриву, чагарників і дерев, а так само терміни появи і відходу з парку мігруючих тварин. Характер інформації, що збирається, залежить від цілей управління парком. Моніторинг дозволяє керівникам парку не тільки визначити стан здоров'я парку, але й виявити на практиці, які методи працюють, а які ні. З надійною інформацією в руках керівник в змозі управляти парком, маючи високі шанси на успіх.

## Ресурси Інтернету
- Стратегии сохранения редких видов животных  [Архівовано 2 березня 2013 у Wayback Machine.]
- Стратегия сохранения редких и находящихся под угрозой исчезновения видов животных и растений  [Архівовано 30 жовтня 2016 у Wayback Machine.]